# Inmigración húngara en Colombia

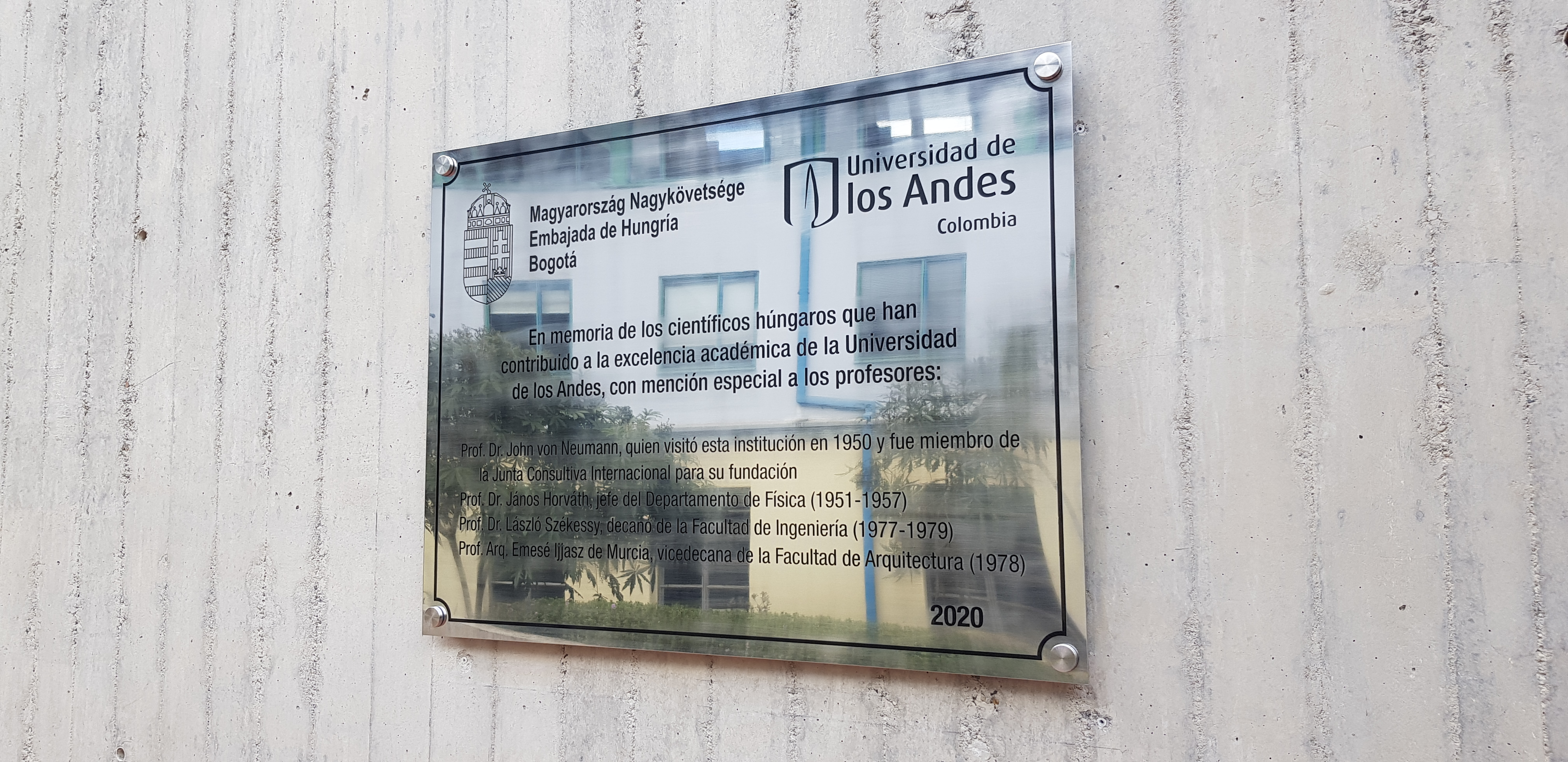
Homenaje a los científicos húngaros en la Universidad de los Andes, Colombia

La inmigración húngara en Colombia se refiere al movimiento migratorio desde Hungría a Colombia. El número de húngaros en Colombia nunca ha sido significante comparado con los países que históricamente fueron los destinos latinoamericanos más importantes de los húngaros como Brasil, Argentina y Venezuela (y a menor medida, Uruguay y Chile), pero la comunidad húngara, mayoritariamente de clase media y alta, ha destacado por sus contribuciones a la economía, tecnología y vida académica de Colombia.

## Historia

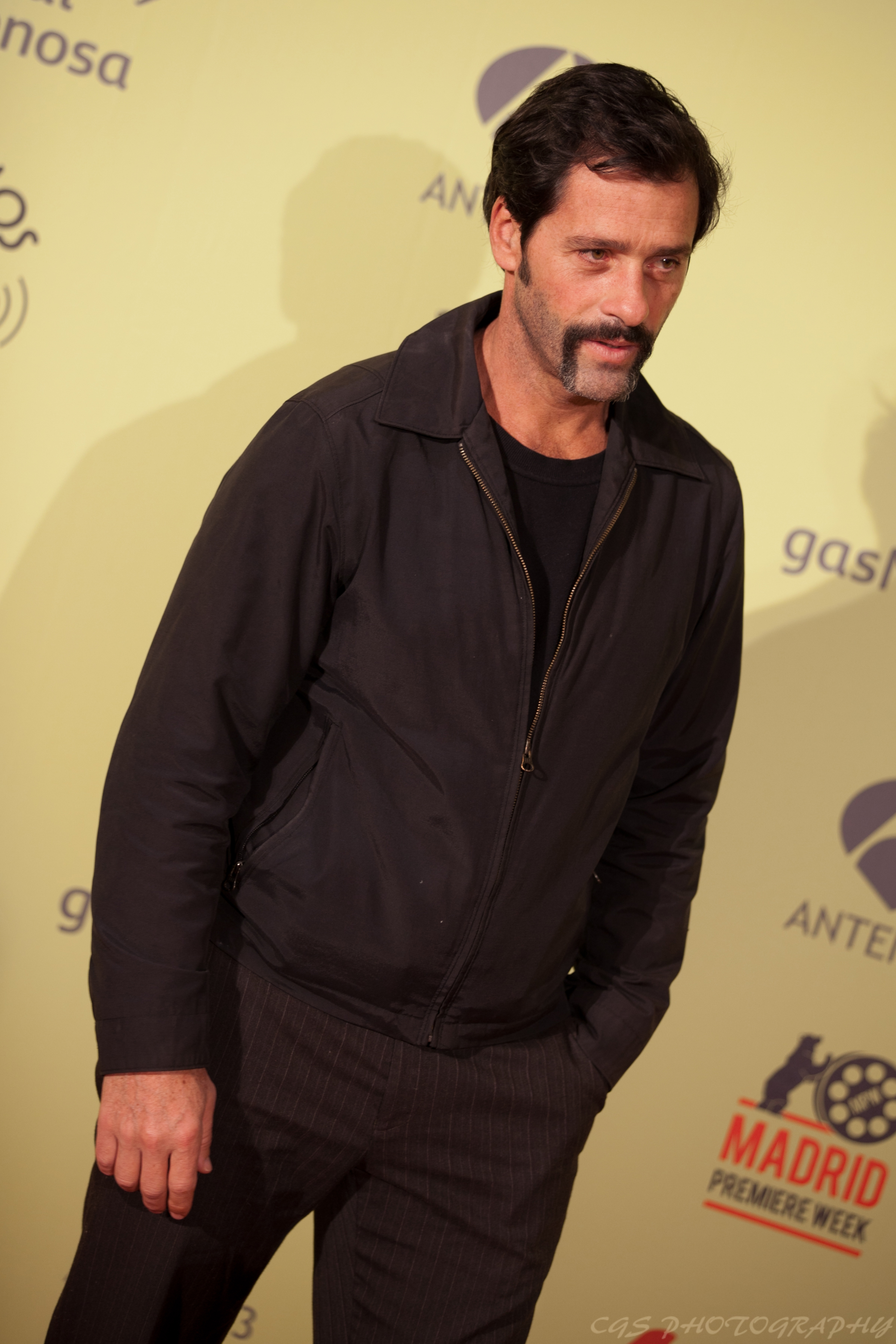
El actor Juan Pablo Shuk, hijo de un refugiado húngaro

Se registra presencia húngara en Colombia desde la época de la colonia cuando varios misioneros de etnicidad húngara llegaron al país, el más documentado siendo el jesuita Károly Brentán (1694-1752), nacido en la ciudad de Komárom. Durante y después de la Segunda Guerra Mundial, varias familias e individuos de Hungría se establecieron en territorio colombiano, en 1952 por ejemplo el Junior de Barranquilla incorporó jugadores húngaros (Wladislaw Zsoke, Imre Danko, Béla Sárosi y Fernes Neyrs).
La ola migratoria más importante hasta hoy empezó después de la Revolución Húngara de 1956 que fue brutalmente aplastada por la Unión Soviética y 190.000 húngaros se vieron obligados a emigrar (apróx. 2% de la población total del país). Según ACNUR, Colombia acogió a 220 refugiados húngaros entre 1956 y 1959. En la trayectoria de la Universidad de los Andes se destacan varios profesores refugiados de Hungría como John von Neumann, el matemático János Horváth, el ingeniero László Székessy y la arquitecta Emesé Ijjasz. El actor Juan Pablo Shuk y la modelo Marina Danko son de padre húngaro.

## Actualidad
Actualmente el número estimado de los nacionales húngaros en Colombia es 60, al que se suman unas 250 personas de doble nacionalidad y descendientes de húngaros, principalmente de los refugiados de 1956. La asociación cultural oficial de la comunidad se llama Círculo Húngaro de Colombia, se fundó el 11 de noviembre de 2020 con sede en Villa de Leyva, y cuenta con 60 miembros activos. La asociación se registró ante las autoridades colombianas y está reconocida por el Consejo de la Diáspora del Parlamento de Hungría.

## Representación de la comunidad colombo-húngara en las artes
- El documental Parador Húngaro (2015) de los directores Patrick Alexander y Aseneth Suárez Ruiz trata de la historia de György Villás, refugiado húngaro que abrió una exitosa fritanguería en Bogotá.
- La novela autobiográfica Desertar de Imre Kocsis Borsi, publicada en Medellín en 2015 (ISBN 978-958-46-6362-7), describe cómo el autor cruzó la frontera austro-húngara en 1956 y llegó a Colombia luego.
- El documental colombiano Inmigrantes: tras la Cortina de Hierro (1995) de Señal Memoria (RTVC) reunió testimonios contados por los inmigrantes húngaros.
- El canal "Anekdótikas" de Julio Schmidt contiene videos dedicados a la historia de los húngaros en Colombia.[6]
- La Casa de la Literatura San Germán en Medellín tiene un gran mural dedicado a Sándor Márai, el escritor húngaro más leído en Colombia, elaborado por el artista local Santiago Rodas.
- El libro "Del campo yugoslavo al campo colombiano: el relato de una migración en la Guerra Fría" (2021) de Nicole Mikly Bernal (ISBN 9789587846676) habla sobre la migración de jornaleros de procedencia húngara durante la Guerra Fría, que tuvieron que movilizarse hacia la antigua Yugoslavia y posteriormente a los campos de refugiados de Trieste, donde recibieron una carta del gobierno colombiano que solicitaba agricultores y jornaleros para que colaboraran con las políticas agrícolas del país. Bajo esta solicitud llegaron los jornaleros húngaros a Colombia en 1954.[7][8][9]